# Lipová (okres Cheb)
Lipová (Duits: Lindenhau) is een gemeente in de Tsjechische regio Karlsbad. Tot 1920 was Lipová onderdeel van de gemeente Jesenice. Sindsdien is het een zelfstandige gemeente. Tegenwoordig hoort Jesenice bij de gemeente Okrouhlá.
Het dorpje Doubrava (Duits: Taubrath) in de gemeente staat bekend om zijn vakwerkhuizen.
Station Lipová u Chebu is het spoorwegstation van het dorp. In het dorp Steblova, dat ook tot de gemeente behoort, staat het station Stebnice. Beide stations zijn onderdeel van spoorlijn 170.

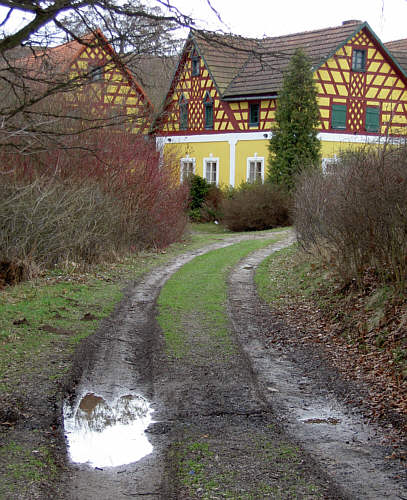
Een vakwerkhuis in Doubrava

Aš · 
Cheb · 
Dolní Žandov · 
Drmoul · 
Františkovy Lázně · 
Hazlov · 
Hranice · 
Krásná · 
Křižovatka · 
Lázně Kynžvart · 
Libá · 
Lipová · 
Luby · 
Mariënbad (Mariánské Lázně) · 
Milhostov · 
Milíkov · 
Mnichov · 
Nebanice · 
Nový Kostel · 
Odrava · 
Okrouhlá · 
Ovesné Kladruby · 
Plesná · 
Podhradí · 
Pomezí nad Ohří · 
Poustka · 
Prameny · 
Skalná · 
Stará Voda · 
Teplá · 
Trstěnice · 
Třebeň · 
Tři Sekery · 
Tuřany · 
Valy · 
Velká Hleďsebe · 
Velký Luh · 
Vlkovice · 
Vojtanov · 
Zádub-Závišín